# Erzählen in Bildern

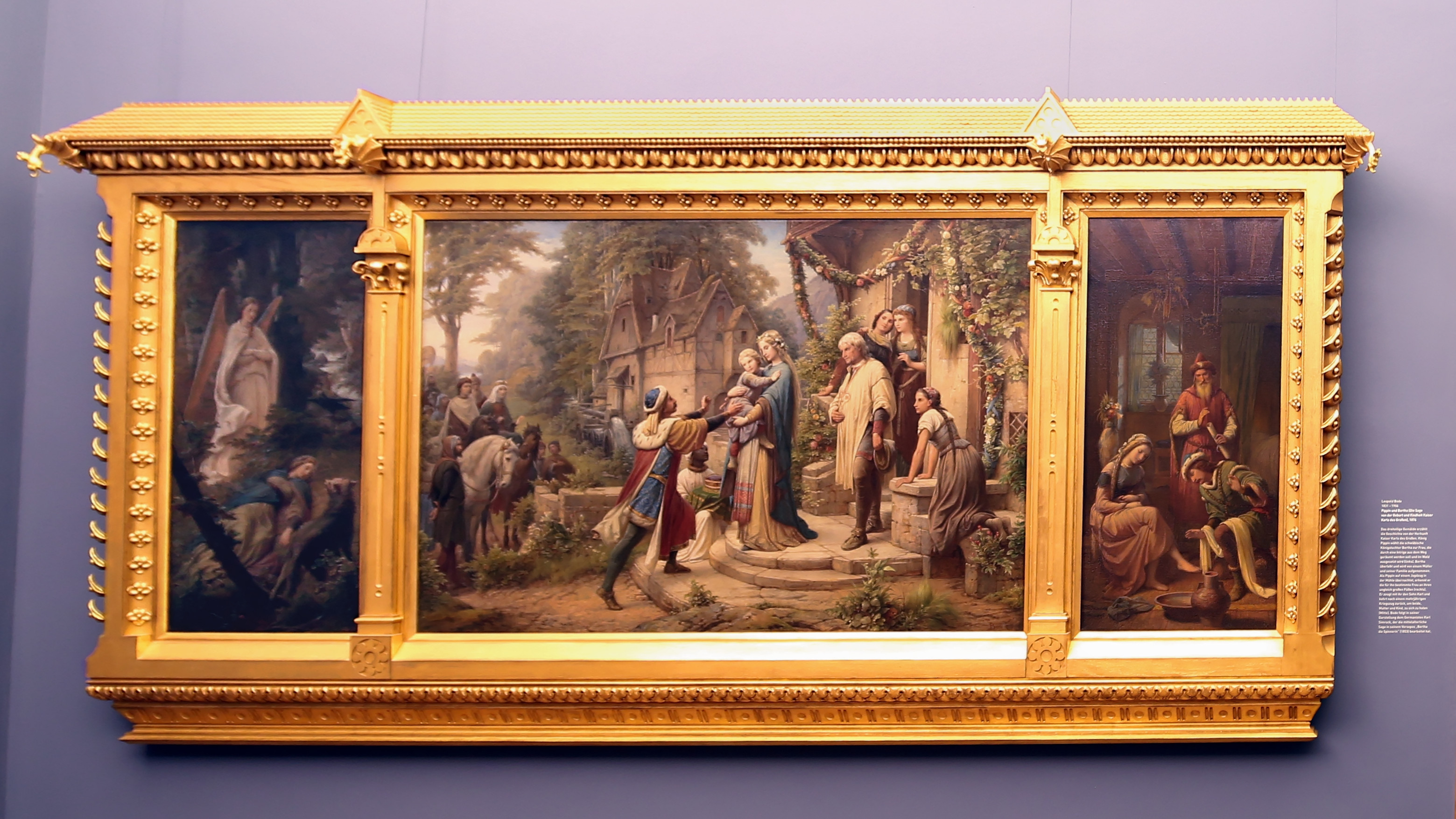
Leopold Bode: Die Sage von Pippin und Bertha (Triptychon, 1876)

Erzählen in Bildern. Edward von Steinle und Leopold Bode war der Titel einer gemeinsamen Kunstausstellung der Sammlung Schack und des Clemens Sels Museums Neuss.

## Zeit und Ort
Die Ausstellung fand zunächst vom 22. November 2018 bis zum 10. März 2019 in der Schack-Galerie in München statt. Anschließend war sie vom 7. April bis zum 30. Juni 2019 im Clemens Sels Museum in Neuss zu sehen.

## Ausstellung

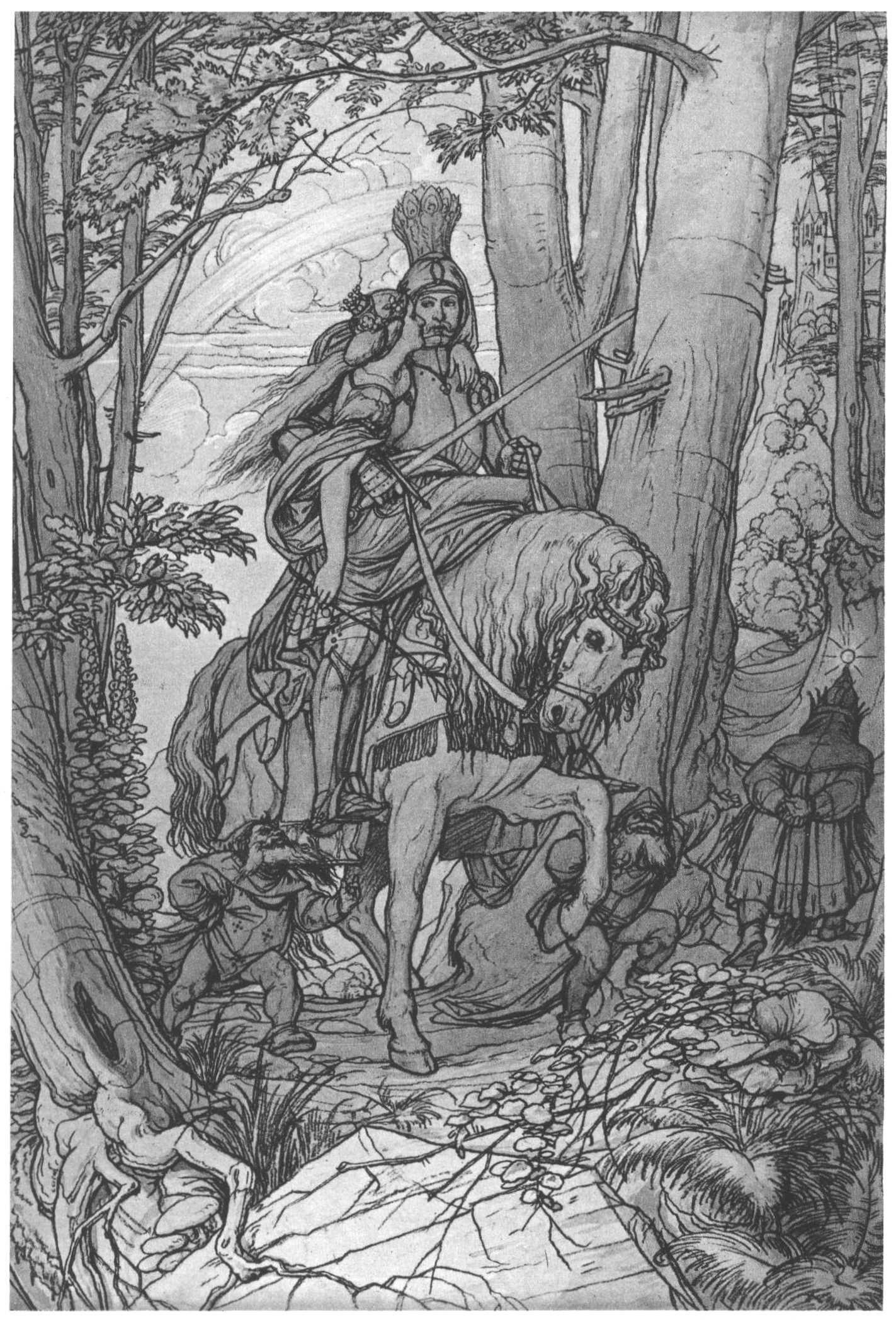
Steinle: Märchenpoesie

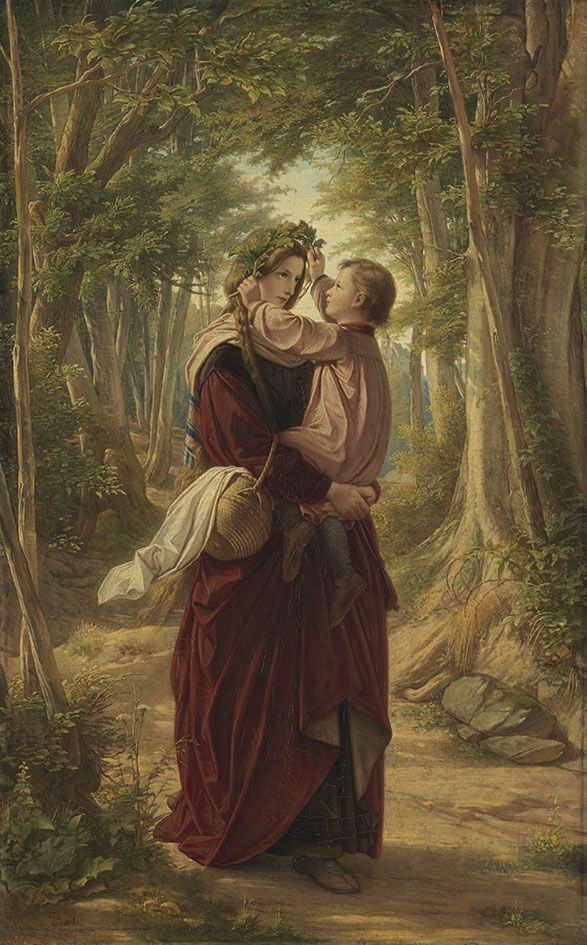
Bode: Eine Mutter mit ihrem Kind

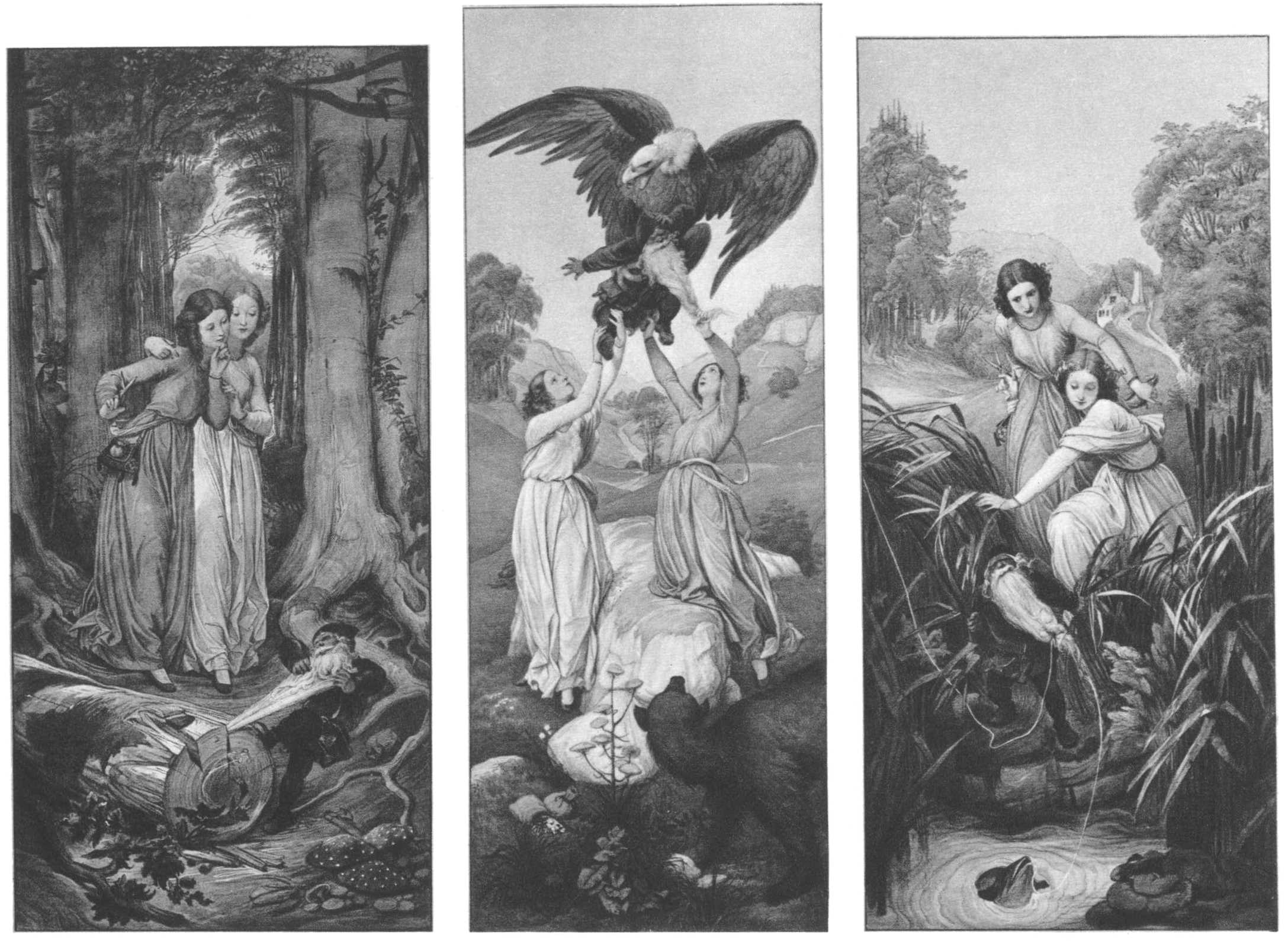
Drei Tafeln aus Steinles Zyklus Schneeweißchen und Rosenrot

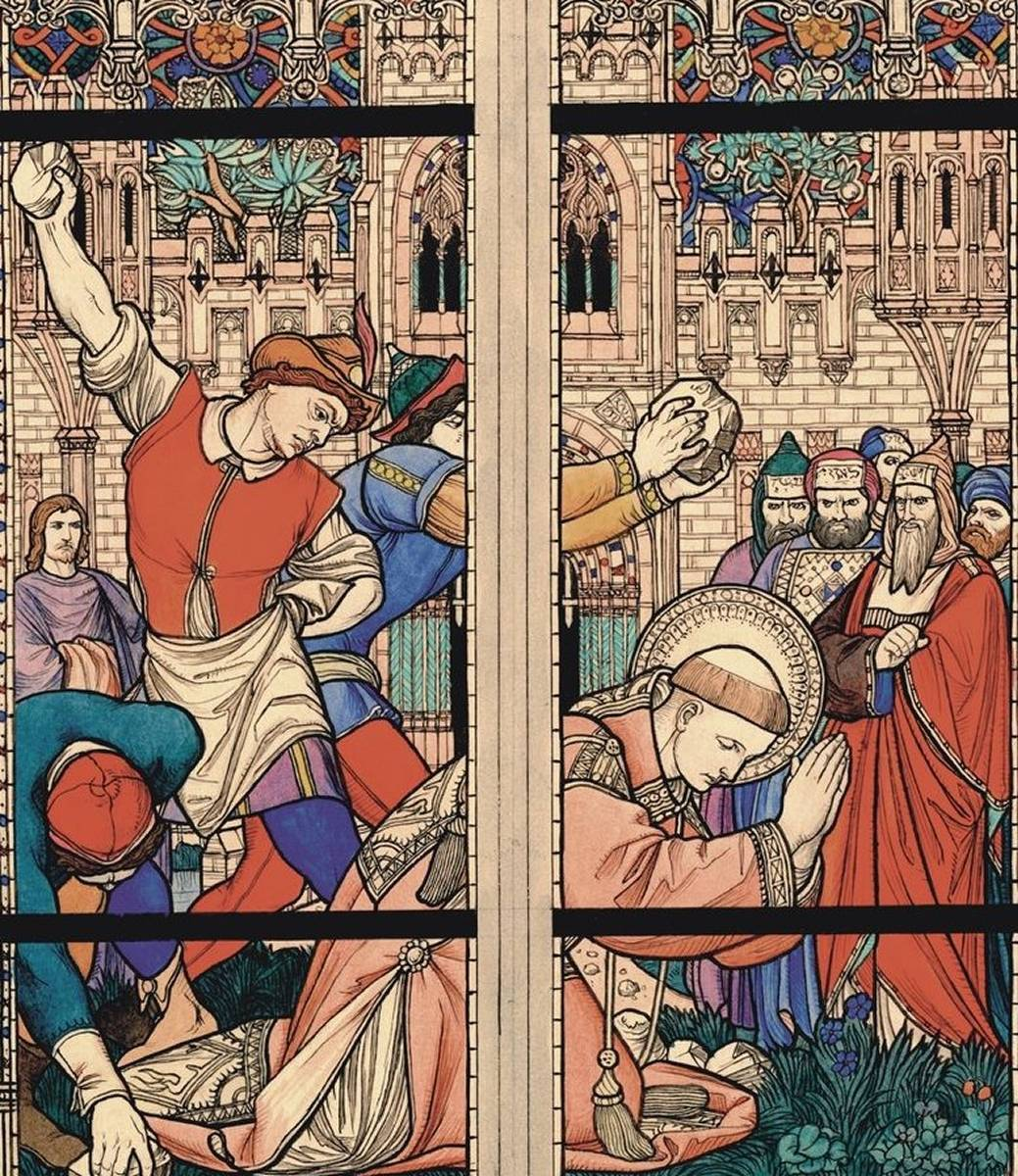
Steinigung des heiligen Stephanus. Entwurf Steinles für ein Chorfenster in Neuss

In der Ausstellung wurden Bilder und Bilderzyklen der Historienmaler Edward von Steinle (1810–1886) und Leopold Bode (1831–1906) gezeigt. Bode war ein Schüler Steinles und arbeitete zeitweise an dessen Großprojekten mit. Die Bilder standen beispielhaft für einen Trend der spätromantischen Malerei, Bildmotive literarischen Vorlagen zu entnehmen und diese nicht nur in Einzelbildern darzustellen, sondern auch in Mehrfeldbildern oder mehrteiligen Bilderzyklen einen Erzählstrang abzubilden.
Da der Dichter und Literaturhistoriker Adolf Friedrich von Schack bevorzugt Werke mit literarischem Bezug gesammelt hatte, bot der Bestand der Sammlung Schack eine gute Grundlage für die Ausstellung. Zu dem Bestand der beiden Museen kamen Leihgaben anderer Museen, besonders aus Frankfurt am Main und Offenbach am Main, wo Steinle und Bode am längsten gelebt und gewirkt hatten, und von privaten Sammlern.

## Themenbereiche
In der Ausstellung waren die Bilder thematisch gruppiert nach der Art der Literatur, aus der sie ihre Motive bezogen, bzw. nach dem Verfasser dieser Literatur. Diese Themenbereiche sind im Folgenden mit einer Auswahl dazugehöriger Bilder aufgeführt:
- Das Erzählen als Motiv wurde einleitend anhand eines Kupferstichs nach Steinles Bild Die alte Geschichte eingeführt, dem keine konkrete Literatur zugrunde liegt, sondern das Erzählen allgemein. In dieser Sektion fanden sich auch Steinles Märchenpoesie, die als glücklicher Ausgang vieler Märchen gedeutet werden kann und später den Titel Wer das Glück hat, führt die Braut heim erhielt, sowie das nach demselben Sprichwort benannte Aquarelltriptychon Bodes.[2]
- Clemens Brentano lieferte den beiden Malern Motive für ihre frühesten nach literarischen Vorbildern gemalten Bilder. Steinle malte 1853/54 sechs Aquarell- und Deckfarbenbilder auf Karton. Drei davon stellten Szenen aus dem Märchen vom Rhein dar. Ihr Verbleib ist unbekannt, sie waren auf der Ausstellung durch Fotografien aus dem 19. Jahrhundert vertreten. Drei weitere Bilder zeigten Szenen aus Brentanos Werken Aus der Chronika eines fahrenden Schülers, Die mehreren Wehmüller und Romanzen vom Rosenkranz. Bodes erstes Werk nach einem literarischen Thema war Eine Mutter mit ihrem Kind, das die Laurenburger Els mit ihrem Sohn Johannes, der Hauptfigur der Chronika eines fahrenden Schülers, zeigt.[3]
- Grimms Märchen waren vor allem durch Steinles Tafeln zu Schneeweißchen und Rosenrot und ein Gemälde Steinles zum Tod von Schneewittchen vertreten.[4]
- Von William Shakespeares Werken diente das Drama Der Kaufmann von Venedig Steinle als Vorlage für einen Bilderzyklus, Bode malte Bilderzyklen nach Das Wintermärchen und Ein Sommernachtstraum.[5]
- Friedrich Schiller war bei den frühen Romantikern nicht hoch angesehen, was sein Fehlen im Schaffen Steinles erklärt. Bode gehörte jedoch bereits einer Generation an, die Schiller als Dichter der Freiheit verehrte. Besonders bekannt ist Bodes Zyklus aus 12 lavierten Zeichnungen zu Schillers Lied von der Glocke. Das Gedicht Berglied inspirierte Bode zu einem Aquarell-Triptychon.[6]
- Mittelalterliche Heldensagen waren vor allem durch Bodes Triptychon Die Sage von Pippin und Bertha vertreten, dessen Originalrahmen für die Ausstellung rekonstruiert wurde. Bodes siebenteiliger Aquarellzyklus, der dem Triptychon zugrunde lag und der unter anderem noch drei Aquarelle zur Sage Eginhard und Emma enthielt, ist nicht erhalten und war durch Drucke nach Fotos der Originale vertreten.[7]
- Wolfram von Eschenbach lieferte den Stoff für die Bilderzyklen Parzival von Steinle und Lohengrin von Bode.[8]
- Als weiterer Themenkreis kam in Neuss das Wirken Steinles und Bodes im Rheinland dazu, beispielsweise Steinles Entwürfe für Fresken im alten Wallraf-Richartz-Museum in Köln oder für Chorfenster der Kirche St. Stephanus im Neusser Stadtteil Grefrath.[9]